# Theodor West
Theodor West, Theodor August Sophus West (ur. 7 grudnia 1872 w Middelfart, Dania, zm. ?) – gdański śpiewak operowy i urzędnik bankowy, oraz duński urzędnik konsularny.
Narodowości duńskiej. Rodzicami byli Henrik West (1842-) oraz Emma Caroline Henriette Matzen (1845-). Do Gdańska przybył przed wybuchem I wojny światowej. W Teatrze Miejskim (Danzig Stadttheater) występował jako śpiewak operowy, następnie był urzędnikiem bankowym. Pełnił też funkcję sekretarza (1915-), wicekonsula (1923-), również kierownika konsulatu Danii w Gdańsku (1936-1937).